# Henri Schwery

Schwerys Kardinalswappen

Henri Kardinal Schwery (* 14. Juni 1932 in Saint-Léonard VS, Schweiz; † 7. Januar 2021 ebenda) war ein Schweizer Geistlicher und römisch-katholischer Bischof von Sitten. Er war Vorsitzender der Schweizer Bischofskonferenz und Grossprior des Ritterordens vom Heiligen Grab zu Jerusalem in der Schweiz.

## Leben
Henri Schwery, das jüngste von elf Geschwistern, studierte Philosophie und Katholische Theologie am Priesterseminar in Sitten und als Alumne des römischen Französischen Priesterseminars an der Päpstlichen Universität Gregoriana in Rom sowie in der Schweiz. Am 7. Juli 1957 empfing er das Sakrament der Priesterweihe. An der Schweizer Universität Freiburg absolvierte er nach seiner Priesterweihe ein Studium der Mathematik und Physik. Er war zunächst Studentenkaplan für die Studenten der Katholischen Aktion (1958–1966) und Militärkaplan (1958–1977) sowie Domkaplan an der Kathedrale Unserer Lieben Frau in Sitten. Von 1961 bis 1977 war er Lehrer an der kantonalen Mittelschule in Sitten, die er von 1972 bis 1977 auch als Rektor leitete.
Papst Paul VI. ernannte Henri Schwery am 22. Juli 1977 zum Bischof von Sitten. Die Bischofsweihe spendete ihm am 17. September desselben Jahres sein Vorgänger im Amt, François-Nestor Adam; Mitkonsekratoren waren der Bischof von Lausanne, Genf und Freiburg, Pierre Mamie, und der Bischof von St. Gallen, Otmar Mäder. Sein bischöflicher Wahlspruch war «Spiritus Domini Gaudium et spes» (Gottes Geist ist Freude und Hoffnung), als Ausdruck seiner Entscheidung, sich vom Heiligen Geist und vom Geist des Zweiten Vatikanischen Konzils leiten zu lassen.
Von Beginn an war er mit dem Problem der Traditionalisten um Marcel Lefebvre konfrontiert. Deren Priesterseminar und Zentrum in Ecône liegt nur 15 Kilometer von Sitten entfernt. Auch im Konflikt zwischen dem Bistum Chur und dessen Bischof Wolfgang Haas versuchte Schwery zu vermitteln. Die Versetzung von Haas ins neugeschaffene Erzbistum Vaduz hielt er für keine zufriedenstellende Lösung.
Von 1983 bis 1988 war er Vorsitzender der Schweizer Bischofskonferenz. In seine Amtszeit fiel auch die Organisation der apostolischen Reise von Papst Johannes Paul II. in die Schweiz im Jahre 1984. Die Leitung des Bistums Sitten musste er am 1. April 1995 aus gesundheitlichen Gründen niederlegen.
Papst Johannes Paul II. nahm ihn im Konsistorium am 28. Juni 1991 als Kardinalpriester mit der Titelkirche Santi Protomartiri a Via Aurelia Antica in das Kardinalskollegium auf. Schwery war Teilnehmer am Konklave 2005, aus dem Benedikt XVI. als Papst hervorging. Am Konklave 2013 nahm Kardinal Schwery nicht teil, da er die Altersgrenze von 80 Jahren bereits überschritten hatte.
Henri Schwery war bis zur Erreichung des Alterslimits von 75 Jahren Mitglied der Kongregation für die Selig- und Heiligsprechungsprozesse und des Päpstlichen Rates für die sozialen Kommunikationsmittel. Er war von 1978 bis 1983 Mitglied der Kongregation für das Katholische Bildungswesen und Teilnehmer an zahlreichen Veranstaltungen über Berufungen und Evangelisierung in Europa. 1985 war er Teilnehmer an der Ausserordentlichen Bischofssynode 1985. Er war Ehrenkanoniker der Territorialabtei Saint-Maurice.
1995 wurde er von Kardinal-Grossmeister Giuseppe Kardinal Caprio zum Grosskreuzritter des Ritterordens vom Heiligen Grab zu Jerusalem ernannt und durch Eugenio Corecco, Bischof von Lugano und Grossprior der Schweizerischen Statthalterei, investiert. Er war von 1996 bis 2007 Grossprior der Schweizerischen Statthalterei des Päpstlichen Ritterordens. 2015 wurde er von Kardinal-Grossmeister Edwin Frederick O’Brien für sein Engagement im Heiligen Land mit der Palme von Jerusalem in Gold ausgezeichnet. 2018 wurde er auf Vorschlag von Jean-Pierre de Glutz, Statthalter der Schweizerischen Statthalterei, von Kardinal-Grossmeister Edwin Frederick O’Brien mit dem Titel eines Ehrengrossprior ausgezeichnet.
Er war Autor vieler Hirtenbriefe und biblisch-theologischer Überlegungen zur Beziehung zwischen dem Geistlichen und der menschlichen und religiösen Realität seiner Kirche. 1978 widmete er seinen ersten Brief den Laien- und Priesterberufen. Papst Franziskus würdigte Schwery für seine stete Förderung von Priesterberufungen und seine Sorge für die Ausbildung der Geistlichen.

## Schriften
- (Hrsg.) Ansprachen in der Schweiz: Pastoralreise Johannes Paul II. 12.-17. Juni 1984, Kanisius Verlag 1984
- Un Synode extraordinaire, Saint-Maurice, Éditions Saint-Augustin, 1986
- Sentiers pastoraux, Saint-Maurice, Saint-Augustin, 1988
- Lichter am Weg, Bischöfliche Kanzlei Sitten, 1992
- Sentiers épiscopaux, regards sur nos familles, Saint-Maurice, Imprimerie Saint-Augustin, 1992 (2 Bände)
- Magnificat, Paris, Éditions du Chalet, 1992, (in Zusammenarbeit mit neun Bischöfen aus Europa)
- Christ sein im Alltag - Ein Leitfaden zum Weltkatechismus, Paulusverlag Freiburg, 1995, ISBN 978-3-7228-0368-5
- Chemin de Croix, chemin de lumière, Sierre, Éditions Monographic, 1996
- Kreuzweg Weg des Lichtes, Sierre, Éditions Monographic, 1996, ISBN 978-2-88341-060-2
- Chrétiens au quotidien – en marge du Catéchisme de l’Église Catholique, Fribourg, Éditions Saint-Paul, 1996
- Petit catéchisme pour la famille, Hauteville, Éditions du Parvis, 2005 (Französische Übersetzung, Original von Christoph Casetti)

Collection Cardinal Henri Schwery
- Vol. 1: Chemins de solidarité. Paroles d’évêque, 1978–1995, Saint-Maurice, Éditions Saint-Augustin, 2007, ISBN 978-2-88011-422-0
- Vol. 2: Faut-il restaurer l’Europe?, Saint-Maurice, Éditions Saint-Augustin, 2007, ISBN 978-2-88011-425-1
- Vol. 3: L’Église dans le monde. Institution, conclave, mystère, Saint-Maurice, Éditions Saint-Augustin, prévu pour le printemps 2008, ISBN 978-2-88011-449-7
- Vol. 4: Saints et sainteté. Les saints parmi nous, Saint-Maurice, Éditions Saint-Augustin, prévu pour l’automne 2008, ISBN 978-2-88011-421-3
- Vol. 5: Beauté et spiritualité, Saint-Maurice, Éditions Saint-Augustin, 2009
- Vol. 6: L’Eucharistie annoncée, Saint-Maurice, Éditions Saint-Augustin, 2010